# Джеффрі Баркес
Джеффрі Баркес (англ. Geoffrey Barkas; 27 серпня 1896 — 3 вересня 1979), народжений як Джеффрі де Гручі Баркес (англ. Geoffrey de Gruchy Barkas) — англійський кінорежисер, творчість якого прийшлась на період між світовими війнами. Під час Другої світової війни Баркес очолював Управління камуфляжу Британського командування на Близькому Сході. Його найбільшим «знімальним майданчиком» стала операція «Бертрам», що полягала в масштабному введенні в оману супротивника за допомогою камуфляжа під час битви за Ель-Аламейн у жовтні 1942 року.

## Біографія
Баркес народився в 1896 році на острові Джерсі. Його батьком був Альберт Аткін Баркес (нар. 1861), а матір'ю — Анна Джулія де Гручі (нар. 1863); обидва походили з Сент-Гелієра.
Під час Першої світової війни Джеффрі брав участь у Дарданелльській операції 1915 року в затоці Сувла, а згодом у завершальній частині битви на Соммі у Франції, де він був нагороджений Воєнним хрестом.
У 1927 році він одружився зі сценаристкою Наталі Вебб (1899—1979) у Вікомбі, Бакінгемшир. У 1934 році вона написала звіт про зйомки фільму Баркеса «Palaver».

## Кіновиробництво
У період між війнами Баркес присвятив себе кіноіндустрії, працюючи спочатку над «німим кіно», а згодом і над озвученим. Він розпочав як сценарист і продюсер, а згодом став режисером власних фільмів, таких як «The Manitou Trail» та «The Lumberjack» (1925) а також «The Third Gun» (1929), останній короткометражний фільм був знятий зі звуком на плівці Phonofilm. Він був співрежисером разом із Майклом Беррінджером («Blockade», «Q-ships», «The Infamous Lady»), Ентоні Асквітом («Tell England»), Бертольдом Фіртелем («Rhodes of Africa») і Мілтоном Росмером («The Great Barrier»), він також редагував «Red Ensign» режисера Майкла Пауелла. Під час економічної депресії 1930-х років у кінематографі було дедалі важче знайти роботу, і після режисури схвалених критиками африканських екстер'єрів для фільма Роберта Стівенсона «Копальні царя Соломона» в 1937 році він взагалі припинив роботу.

## Камуфлер під час Другої світової війни

### Навчання маскуванню

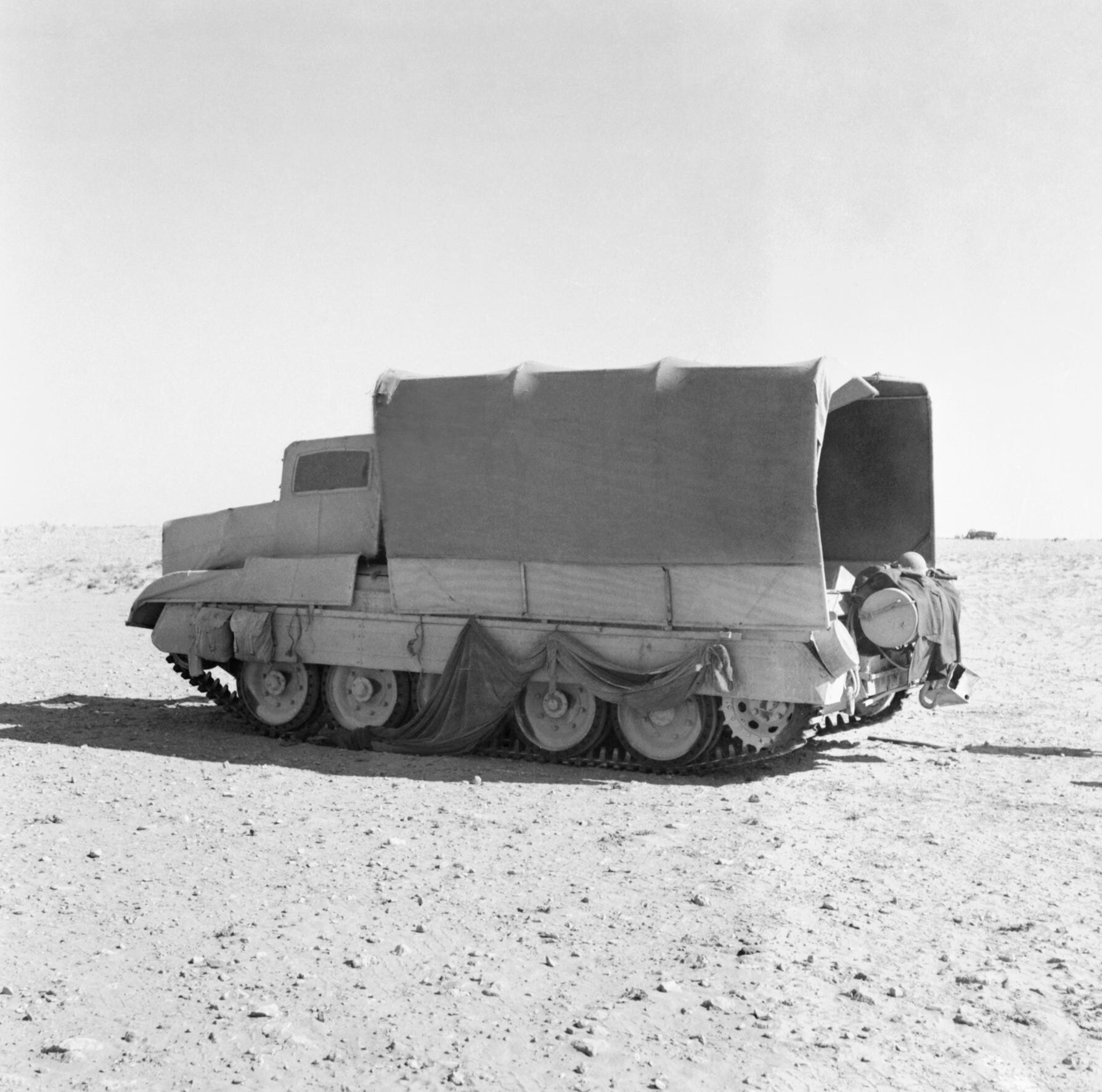
Британський танк Crusader із «сонцезахисним» камуфляжем вантажівки, 26 жовтня 1942 року (під час битви за Ель-Аламейн)

Після складного етапу роботи в кіноіндустрії під час депресії, в 1937 році Баркес приєднався до команди нафтового гігпнта Shell-Mex & BP під керівництвом Джека Беддінгтона, який навчав Баркеса військовому камуфляжу. У травні 1940 року його несподівано призвали до Корпусу королівських інженерів із коротким 10-денним базовим курсом підготовки  з подальшим курсом камуфляжу в Королівському артилерійському таборі в Ларкхілл, де сучасним способам приховування від аерофотозйомки та інфрачервоної фотозйомки, навчали поряд із традиційними методами маскування.
Він почав кар'єру камуфлера в 1940 році, навчаючи армійських водіїв у Північній Ірландії способам маскування їх транспортних засобів. Він виявив, що водії вважали свої камуфляжні сітки «плащем-невидимкою», і, як наслідок, паркували вантажівки просто неба, просто закривши їх сітками, навіть не оздобленими нарізаними смужками розфарбованої тканини. У відповідь він підготував навчально-розважальну брошуру, що містила навчальний вірш під назвою «Сумна історія Джорджа Натаніеля Гловера». Гловер був водієм, якого «ніколи, ніколи не можна було змусити/ Припаркувати свою вантажівку в тіні» і який використовує сітку, «Яку він накинув на капот, без жодної маскувальної стрічки на ній». У результаті бомба падає точно в ціль, і коли його друзі приходять, щоб знайти його, «Вони не знайшли жодного сліду / Водія Джорджа Натаніеля Гловера». Армія схвалила публікацію брошуру, і вона стала достатньо популярною, щоб поширитися з Північної Ірландії по всіх командуваннях британської армії.
Наступним кроком Баркеса були демонстрації масового камуфляжу. Він збирав близько 60 вантажівок, автобусів і менших транспортних засобів і обговорював із унтер-офіцерами, як їх приховати від виявлення з повітря. Вони погоджувались, що ряд вантажівок можна припаркувати біля живоплоту й усі разом задрапірувати сітками, щоб виглядати як густий пояс рослинності, або розташувати транспортний біля будівлі, щоб він нагадував флігель. Потім приїжджали командири, і Баркес виголошував промову про способи маскування для боротьби з аеророзвідкою і обіцяв це продемонструвати. Після того, як він давав сигнал про старт, в результаті його навички управляти часом під час кінозйомок, незабаром після того, як підрозділ ховав усі свої транспортні засоби, прибував літак і починав спостереження. З літака рідко коли вдавалось виявити більше ніж кілька транспортних засобів.
Досвід Північної Ірландії дав Баркесу думку про те, що кожен театр війни має характерні природні паттерни. Коли армійська частина йде всупереч цим шаблонам, це стає помітним; щоб приховати, він повинен йти за шаблоном. Він демонстрував наглядну ілюстрацію цього моменту, впустивши шпильку коміра на килим. Коли шпилька падала на однотонну частину килима, її було легко побачити; коли вона падала в зоні візерунків, її потрібно було наполегливо шукати.

### Директор камуфляжу
Наприкінці 1940 року Баркеса разом із камуфлерами відправили до Єгипту, куди він прибув на кораблі Andes на Новий рік 1941 року. На місці він організував політ на літаку, щоб спостерігати за пустелею з повітря, звертаючи увагу на характерні візерунки місцевого ландшафта, які він називав «Ваді», «Горошок» і т. ін., які він сподівався використати для маскування. Протягом 1941 року структура камуфляжного підрозділу змінювалася і швидко зростала, спочатку з незначним офіційним визнанням і постійною зміною назв. Щоб популяризувати свій молодий підрозділ, він надрукував у Каїрі надзвичайно елегантний буклет під назвою «Приховування в полі», ідея полягала в тому, щоб створити щось чітке, читабельне і, головне, явно відмінне від масового армійських посібників. Він був здивований тим, що командування британської армії на Близькому Сході одразу визнало підручник це як «оперативну потребу», тобто як важливу річ для кожної армійської частини.
У листопаді 1941 року Баркес створив у Хелуані (Єгипет),  Близькосхідний центр розвитку та навчання камуфляжу (CDTC ME), а його головним інструктором став зоолог та відданий прихильник застосування камуфляжу Г'ю Бемфорд Котт. Його підвищили до нової посади «директора маскування» у званні підполковника.

### Муляж залізничної гілки для операції «Хрестоносець»
Баркес ще більше розвинув здібності свого підрозділу в обмані, змусивши одного зі своїх найкращих офіцерів, художника Стівена Сайкса, побудувати переконливу фіктивну залізницю в Мішейфі, щоб відвернути увагу ворога від справжньої залізничної станції в Капуццо, по якій доставлялись техніка та припаси для операції «Крусейдер». Ця складна частина обману включала 6 миль фіктивної залізниці, фіктивний потяг, фіктивні під'їзди та вибірку фіктивних цистерн, які виглядали так, ніби їх щойно доставили залізницею. Понад 100 бомб було скинуто на залізничну станцію Мішейфа, що принаймні вдвічі зменшило кількість нападів на справжню станцію в Капуццо. Баркес зазначив, що «люди з камуфляжного підрозділу є одними з небагатьох здорових істот, які прагнуть, щоб їх роботи бомбили». Успіх піонерської діяльності був досягнутий за кілька тижнів, за умов постійної нестачі людей і сировини.

### Обман для Ель-Аламейна

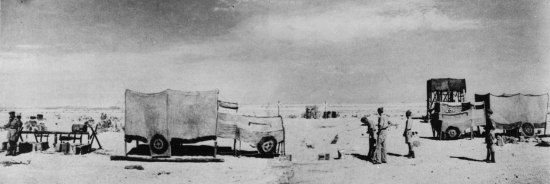
Найбільша «кінопродукція» Баркеса: «Операція Бертрам», обман під час битви під Ель-Аламейном, жовтень 1942 року

Камуфляжний підрозділ Баркеса допоміг Монтгомері здобути перемогу в Битві за Ель-Аламейн завдяки широкомасштабному обману під кодовою назвою «Операція Бертрам», яка тривала з серпня 1942 року до фактичної битви в жовтні. Серед іншого, в північному секторі 600 танків були замасковані під вантажівки, тоді як фіктивні танки, запаси та повний фіктивний трубопровід були розгорнуті на півдні. Обман вдався, що змусило штаб Роммеля повірити, що союзники атакуватимуть на півдні, і розгорнути там значні сили. Заступником Баркеса під час операції «Бертрам» був Тоні Айртон. Айртон невтомно працював, щоб запровадити всі складні камуфляжні схеми та відремонтувати їх, коли вони постраждали від пилової бурі. Баркес описав операцію «Бертрам» як
завдання забезпечити реквізит для найбільшого «кіновиробництва», у якому я коли-небудь сподівався брати участь— Джеффрі Баркес 

## Повоєнне життя
Після війни Баркеса було нагороджено орденом Британської імперії і він повернувся до кіновиробництва, працюючи на Rank Organisation, знімаючи дитячі фільми, зокрема «The Little Ballerina». Баркес разом із дружиною Наталі написав книгу про свій досвід — «Історія камуфляжу (від Ейнтрі до Аламейна)» (англ. The Camouflage Story (from Aintree to Alamein)). Книга описує історію використання камуфляжу для введення ворога в оману, як це описав Вінстон Черчілль у своїй промові 11 листопада 1942 року, оголосивши про перемогу після битви при Ель-Аламейні:
|  | Я повинен сказати одне слово про ... сюрприз і стратегію. Чудовою системою маскування була досягнута повна тактична раптовість у пустелі. |

## Сприйняття творчості
Алан Бертон пише, що «зрештою, [фільм Баркеса] „Tell England“ вихваляє британську класову систему: не дивлячись на те, що сучасна війна неприємна, тим не менш можна бути певним в тому, що молоді англійські джентльмени, виховані в державних школах, принесуть найбільшу жертву та виконають свій обов'язок». Бертон також цитує В. Д. Роутта, який описує «Tell England» як «комплексний акт позбавлення спадщини» участі Австралії в Першій світовій війні, але також відзначає «численні експозиції» фільму: «мистецький, відданий, сексуальний, злий». Роутт виправдовує ці описи двозначністю фільму щодо моралі війни та її нібито неприйнятним сексуальним підтекстом. Іншими словами, підсумовує Бертон, ми не повинні відкидати всі ранні фільми про «Велику війну» як прості та наївні.
Стівен Борн пише, що «сучасні критики високо оцінили якість африканських сцен [у копальнях царя Соломона ], знятих Джефрі Баркесом, і напружену атмосферу, створену в епізодах, що відбуваються в африканському селі та копальнях».
У 1936 році Баркес отримав «Оскар» («Кращий короткометражний фільм у прямому ефірі») за постановку фільму «Wings Over Everest». «Крила над Еверестом» були збережені Кіноархівом Академії в 2014 році в партнерстві з Архівом кіно і телебачення Каліфорнійського університету в Лос-Анджелесі.

## Фільмографія
- Secrets of Nature, 1922
- White Water Men, 1925
- The Manitou Trail, 1925
- Random Flakes, 1925
- Prospectin' Around, 1925
- Palaver, a Romance of Northern Nigeria, 1926
- The Somme, 1927 рік
- Blockade, 1928, з Майклом Беррінджером
- Q-ships, 1928, з Майклом Беррінджером [c]
- The Infamous Lady, 1928, з Майклом Беррінджером
- The Third Gun, 1929
- Tell England, 1931, з Ентоні Асквітом (Битва при Галліполі в США)
- A Symphony of the Sea, 1933
- Secrets of India: The Fair City of Udaipur, 1934
- Wings Over Everest, 1934, з Айвором Монтегю [d]
- Red Ensign, 1934; режисер Майкл Пауелл, монтаж Баркес
- Rhodes of Africa, 1936, режисер Бертольд Фіртель ; Баркес зняв кадри африканської локації та бойові сцени для фільму рік тому раніше
- The Great Barrier, 1937, (не в титрах) з Мілтоном Росмером
- King Solomon's Mines, 1937, режисер Роберт Стівенсон; Баркес керував африканськими екстер'єрами
- Rogue's March, 1953; режисер Аллан Девіс, але містить 15 хвилин другої частини кадру, знятого Баркесом в Індії в січні–лютому-березні 1935 року (до зйомок свого фільму «Rhodes of Africa») для невиробленої версії фільму «Soldiers Three» для Gaumont British

## Виноски
1. ↑  The camouflage centre at Farnham Castle had not yet been established.
2. ↑  The booklet states that it was produced by the "Camouflage Training and Development Centre", one of the names of the camouflage unit.
3. ↑  The art director on Q-Ships was Fred Pusey who became one of Barkas's camoufleurs.
4. ↑  Ivor Montagu's brother Ewen Montagu masterminded another major World War II deception, Operation Mincemeat.